# Linia kolejowa A Coruña – León
Linia kolejowa A Coruña – León – linia kolejowa w północno-zachodniej Hiszpanii, przechodząca przez Galicję oraz Kastylią i León o długości 428,2 km, łącząca A Corunię z León. Jest to linia jednotorowa częściowo zelektryfikowana między Monforte de Lemos a León.